# Castilleja tenuiflora
Castilleja tenuiflora är en snyltrotsväxtart som beskrevs av George Bentham. Castilleja tenuiflora ingår i släktet målarborstar, och familjen snyltrotsväxter.

## Underarter
Arten delas in i följande underarter:
- C. t. tancitaroana
- C. t. xylorrhiza